# Batalla del Llano (1809)
La Batalla del Llano tuvo lugar el 24 de enero de 1809 en la llanura existente entre las poblaciones de Perdiguera y Leciñena, en el marco del Segundo Sitio de Zaragoza y en el contexto general de la Guerra de la Independencia Española.

## Antecedentes
El 15 de junio de 1808, 14.000 soldados franceses al mando del mariscal Lefebvre ponen sitio a Zaragoza, y la ciudad al mando de José de Palafox resiste heroicamente. La victoria de Bailén sobre los franceses el 19 de julio fue providencial para el asedio, pues a medianoche del 13 de agosto, tras volar el convento de Santa Engracia, los sitiadores desaparecían precipitadamente de la ciudad.
No obstante, a principios del otoño, los franceses se habían acantonado en Navarra y comienzan a recibir refuerzos. Así, el 20 de diciembre inician el segundo sitio de la ciudad. Sin embargo, en esta segunda ocasión la ciudad estuvo mejor preparada. Para conseguir víveres y tropas José Palafox envió a Huesca al coronel Felipe Perena para reunir un segundo Batallón, y a Juan Pedrosa a Barbastro para reclutar tropas, contando también con la coordinación de Fray Teobaldo desde la Sierra de Alcubierre para formar una columna de voluntarios, casi todos ellos sin experiencia militar y con escaso armamento. 
La noche del 2 de enero Juan Pedrosa se instala en el Santuario de la Virgen de Magallón (Leciñena) para cubrir la parte central de la Sierra. Por el parte de raciones se sabe que Pedrosa disponía de 644 hombres, de los que 97 estaban avanzados en Perdiguera. El día 3 Teobaldo informa a Perena: Pedrosa con 500 hombres bien armados y veinte caballos ocupa el santuario; en lo alto de la sierra tengo 100 hombres con tambores prevenidos y grandes fuegos y hechos fosos en las avenidas. En Lanaja 400 que hacen igual operación, en Robres 200 con el mismo sistema y 600 en Alcubierre, pero las armas de los más son picas y malas escopetas. Los fuegos dispersos por la sierra tenían por objeto comunicarse con Zaragoza y dar moral a los defensores haciéndoles ver el despliegue de tropas amigas a su alrededor y hacer creer a los franceses que los rodeaba un ejército mucho más grande de lo que en realidad era.
El día 4 de enero los franceses descubren a Pedrosa merodeando por Villamayor, saliendo a su encuentro entre 14 y 16 soldados que fueron rechazados por la avanzadilla de Perdiguera. Palafox nombra brigadier a Perena el día 10, registrándose ese día un total de 1.600 hombres en el Santuario de Magallón. El día 20 de enero se documentan dos muertos por las tropas francesas en el archivo parroquial de Perdiguera,por lo que ya debían producirse escaramuzas y combates. A la sierra siguen llegando refuerzos y el día 23 de enero, Teobaldo dio la orden de que las tropas de Poleñino, Lanaja, Robres y Alcubierre pasaran al Santuario junto con carros y mulas.

## La batalla
El 24 de enero por la mañana, el mariscal Mortier marchó hacia Perdiguera con los 4.500 soldados del mariscal Suchet y unos 700 hombres de caballería, además de siete piezas de artillería con sus servidores. Después de unas seis horas de marcha, Mortier pasó por Perdiguera y se presentó en el llano existente entre esta localidad y Leciñena, donde formó en orden de batalla con la intención de desalojar a Perena del Santuario. Por su parte, Perena contaba con algo más de 3.000 hombres, pero con muy escaso armamento y formación, pues de ellos solo unos 400 eran soldados, y también disponía de dos cañones, uno en las eras de Leciñena y otro en el Santuario, manejado éste por la vecina Lorenza Marcén y su hijo Nicolás Seral un muchacho de tan solo quince años.
Cuando los franceses iniciaron la marcha, la primera línea de defensa formada por cazadores dispersos por el Llano, fueron fácilmente desalojados retirándose por el monte. El efectivo despliegue francés  provocó la huida de los paisanos de Perena, a la vez que la caballería rodeaba el pueblo de Leciñena, apareciendo por detrás del Santuario. 
La toma del Santuario totalmente rodeado, aunque defendido con un cañón, fue cuestión de poco tiempo, siendo incendiado totalmente; mientras en el Llano, los franceses acuchillaron a los rezagados.

## Consecuencias
Esta derrota supuso la soledad de la ciudad de Zaragoza en su defensa del segundo sitio, que aun así aguantó casi un mes, capitulando el 21 de febrero. Los pueblos cercanos, principalmente Perdiguera y Leciñena, fueron saqueados y sus gentes huyeron a las ermitas de los montes circundantes donde debieron resistir varias semanas, hasta que las tropas francesas se retiraron de la zona por entrar en la recién tomada Zaragoza.
La población de los pueblos cercanos (la mayoría de los varones adultos fueron voluntarios en la batalla) también sufrió las consecuencias, principalmente de índole económica al perder sus cosechas y pertenencias, registrándose ocho muertos como consecuencia directa de la batalla solo en Perdiguera,cuando el pueblo no debía contar con más de 250 habitantes.